# Décennie 1180 en arts plastiques
Cette page concerne les années 1180 en arts plastiques.

## Naissances
- Vers 1180 : Giunta Pisano, peintre italien.

## Décès
- 1189 : Lin Tinggui, peintre chinois.